# Biosfære
Biosfæren er det rum, hvor levende organismer kan trives her på kloden. Biosfæren omfatter altså alle havbiotoper (fra bunden af Marianergraven til forstranden ved Dueodde), alle ferskvandsbiotoper (fra det lille vand i hjertet af en Ananasplante til det Kaspiske Hav), alle landbiotoper (fra Alvaret på Öland til foden af Kaukasusbjergene) og alle biotoper i luftrummet (fra jetvindene højt i atmosfæren til luften inde i engblommens blomst).
Fra et økologisk synspunkt består Jorden af mange klart adskilte aflukker: hydrosfæren (vandet som levested), lithosfæren (jord og klipper som levested) og atmosfæren (luften som levested).
Biosfæren beskrives somme tider som det fjerde aflukke, men snarest er det et samlende udtryk for alle de steder, hvor liv findes. Det er et meget tyndt overfladelag, der når ned i 11 km dybde på bunden af Marianergraven, og som når op til 15 km højde over havoverfladen, og i virkeligheden findes langt hovedparten af de levende organismer mellem 100 m dybde under havoverfladen og 100 m højde over den.

## Evolution
Livet udviklede sig først i hydrosfæren på ringe dybde, dvs. i den såkaldte fotiske zone. De flercellede organismer kom bagefter og koloniserede de bentiske zoner. Liv på landjorden udviklede sig, efter at ozonlaget var dannet og beskyttede mod den dræbende UVstråling. Artsdiversiteten menes at være forøget ved kontinentaldriften, både når kontinenter skiltes og når de stødte sammen.
Biosfære og biodiversitet er uadskillelige kendetegn ved Jorden. Biosfære kan defineres som livets sted, mens biodiversitet er livets forskelligartethed. Sfæren er beholderen og diversiteten er indholdet. Denne diversitet ses flere steder på samme tid: både i økosystemet som helhed, mellem populationerne og inden for arterne.

## Stof og energi
Biosfæren rummer store mængder af nogle grundstoffer, som f.eks. kulstof, kvælstof og ilt. Andre grundstoffer, som fosfor, calcium og kalium findes i mindre mængder, men er også vigtige for liv. På økosystem- og biosfæreplanerne er der en vedvarende genanvendelse af alle disse grundstoffer, der skifter mellem at indgå i uorganiske og organiske stoffer.
Der sker ganske vist en smule tilførsel af geotermisk varme, men hovedparten af økosystemet er først og fremmest baseret på den energi, der kommer fra solen. Planter og grønalger omdanner lys til kemisk energi gennem fotosyntesen. Der dannes glukose, druesukker, og der bliver frigjort ilt. Glukose bliver på den måde til den sekundære energikilde, der driver økosystemet. Noget af glukosen bruges direkte af planterne selv eller af andre organismer som energistof. Andre af sukkermolekylerne kan omdannes til nye stoffer som f.eks. aminosyrer. Planterne bruger en del af glukosen i form af nektar som lokkemad for insekter, fugle eller andre bestøvere, så de kan hjælpe til med i bestøvningen. Nogen har sagt det sådan, at når bier koncentrerer nektar op, så den bliver til honning, så opstår der et produkt, som rummer "oplagret sommersol".
Respiration hedder den proces, som de fleste organismer bruger for at nedbryde glukose til dets bestanddele, vand og CO2. På den måde frigives samtidigt den kemiske energi, der oprindelig nåede planterne som solenergi. Forholdet mellem planters og grønalgers fotosynteseaktivitet og andre organismers respiration afgør den præcise sammensætning af Jordens atmosfære, især dens iltindhold. De globale luftstrømme, jetstrømmene, blander atmosfærens luft og vedligeholder en næsten ensartet balance mellem områder med intens, biologisk aktivitet og områder med svag aktivitet.
Vand bliver også udvekslet mellem hydrosfæren, lithosfæren, atmosfæren og biosfæren i regelmæssige stofkredsløb. Oceanerne er kæmpemæssige beholdere, som opbevarer vand, sikrer varmemæssig og klimatisk stabilitet og transport af kemiske stoffer takket være de store havstrømme.

## Kunstige biosfærer
For bedre at kunne forstå biosfærens virkemåde såvel som de ubalancer, der skyldes menneskelig aktivitet, byggede amerikanske forskere en model af biosfæren, Biosfære II, i lille skala og under væksthusbetingelser. Den russiske, underjordiske BIOS-3 har dog været i brug betydeligt længere og med større, videnskabelig succes.